# A Place Further than the Universe
A Place Further than the Universe (jap. 宇宙よりも遠い場所 Sora yori mo tōi basho) – seria anime wyprodukowana przez studio Madhouse, emitowana od stycznia do marca 2018. Na jej podstawie powstała manga publikowana na łamach magazynu „Gekkan Comic Alive” wydawnictwa Media Factory między grudniem 2017 a lutym 2019. 

## Fabuła
Mari Tamaki jest uczennicą drugiej klasy liceum, która chce jak najlepiej wykorzystać swoją młodość, ale często brak jej odwagi, by podjąć ryzyko. Pewnego dnia poznaje Shirase Kobuchizawę, dziewczynę, która od lat oszczędzała pieniądze, by móc wybrać się na Antarktydę w poszukiwaniu swojej matki, która zaginęła tam trzy lata wcześniej. Razem z dwiema innymi dziewczynami, Hinatą Miyake i Yuzuki Shiraishi, Mari postanawia dołączyć do ekspedycji zmierzającej na Antarktydę.

## Bohaterowie

### Główni
- Mari Tamaki (jap. 玉木 マリ Tamaki Mari)

Seiyū: Inori Minase 
- Shirase Kobuchizawa (jap. 小淵沢 報瀬 Kobuchizawa Shirase)

Seiyū: Kana Hanazawa 
- Hinata Miyake (jap. 三宅 日向 Miyake Hinata)

Seiyū: Yuka Iguchi 
- Yuzuki Shiraishi (jap. 白石 結月 Shiraishi Yuzuki)

Seiyū: Saori Hayami 

### Cywilny zespół obserwacji Antarktydy
- Gin Tōdō (jap. 藤堂 吟 Tōdō Gin)

Seiyū: Mamiko Noto 
- Kanae Maekawa (jap. 前川 かなえ Maekawa Kanae)

Seiyū: Yōko Hikasa 
- Yumiko Samejima (jap. 鮫島 弓子 Samejima Yumiko)

Seiyū: Lynn 
- Chiaki Mukai (jap. 迎千秋 Mukai Chiaki)

Seiyū: Masaki Terasoma 
- Toshio Zaizen (jap. 財前敏夫 Zaizen Toshio)

Seiyū: Yoshitsugu Matsuoka 
- Dai Himi (jap. 氷見大 Himi Dai)

Seiyū: Jun Fukushima 
- Nobue Todoroki (jap. 轟信恵 Todoroki Nobue)

Seiyū: Kana Asumi 
- Yume Sasaki (jap. 佐々木夢 Sasaki Yume)

Seiyū: Aya Endō 
- Honami Yasumoto (jap. 安本保奈美 Yasumoto Honami)

Seiyū: Mikako Komatsu 

### Pozostali
- Megumi Takahashi (jap. 高橋 めぐみ Takahashi Megumi)

Seiyū: Hisako Kanemoto 
- Rin Tamaki (jap. 玉木 リン Tamaki Rin)

Seiyū: Kaede Hondo 
- Tamiko Shiraishi (jap. 白石 民子 Shiraishi Tamiko)

Seiyū: Sayaka Ōhara 
- Takako Kobuchizawa (jap. 小淵沢貴子 Kobuchizawa Takako)

Seiyū: Ai Kayano 

## Anime
13-odcinkowy oryginalny serial anime produkcji Madhouse został po raz pierwszy zapowiedziany przez wydawnictwo Kadokawa podczas wydarzenia Anime Expo w lipcu 2017. Seria została wyreżyserowana przez Atsuko Ishizukę, scenariusz napisał Jukki Hanada, postacie zaprojektował Takahiro Yoshimatsu, muzykę zaś skomponował Yoshiaki Fujisawa. Anime było emitowane w Japonii między 2 stycznia a 27 marca 2018. Motywem otwierającym jest „The Girls Are Alright!” autorstwa Sayi, natomiast końcowym „Koko kara, koko kara” (jap. ここから、ここから) w wykonaniu Inori Minase, Kany Hanazawy, Yuki Iguchi i Saori Hayami. Prawa do streamingu serii nabył Crunchyroll.

### Lista odcinków
| №  | Tytuł                                                                                                   | Premiera         |
| -- | --- | ---------------- |
| 1  | One Million Yen For Youth Seishun shakuman’en (青春しゃくまんえん)                                      | 2 stycznia 2018  |
| 2  | Kabukicho Fremantle Kabukichō furīmantoru (歌舞伎町フリーマントル)                                      | 9 stycznia 2018  |
| 3  | The Follow Backs Don’t Stop! Forōbakku ga tomaranai (フォローバックが止まらない)                        | 16 stycznia 2018 |
| 4  | Four Caterpillars Yonhiki no imomushi (四匹のイモムシ)                                                  | 23 stycznia 2018 |
| 5  | Dear My Friend                                                                                          | 30 stycznia 2018 |
| 6  | Welcome to the Durian Show Yōkoso dorian shō e (ようこそドリアンショーへ)                               | 6 lutego 2018    |
| 7  | The Ship That Sees the Universe Sora o miru fune (宇宙を見る船)                                         | 13 lutego 2018   |
| 8  | Howling, Maddening, Screaming Hoete, kurutte, zekkyōshite (吠えて、狂って、絶叫して)                    | 20 lutego 2018   |
| 9  | Antarctic Love Story (Blizzard Arc) Nankyoku koi monogatari (burizādo-hen) (南極恋物語（ブリザード編）) | 27 lutego 2018   |
| 10 | Partial Friendship Pāsharu yūjō (パーシャル友情)                                                        | 6 marca 2018     |
| 11 | Bash the Drum Can Doramukan de buttobase! (ドラム缶でぶっ飛ばせ！)                                      | 13 marca 2018    |
| 12 | A Place Further Than the Universe Sora yori mo tōi basho (宇宙よりも遠い場所)                           | 20 marca 2018    |
| 13 | We’ll Go On Another Journey Someday Kitto mata tabi ni deru (きっとまた旅に出る)                        | 27 marca 2018    |

## Manga
Adaptacja w formie mangi zilustrowana przez Meme Yoimachiego ukazywała się w magazynie „Gekkan Comic Alive” wydawnictwa Media Factory od 27 grudnia 2017 do 27 lutego 2019. Seria została następnie opublikowana w 3 tankōbonach, wydawanych między 23 lutego 2018 a 23 marca 2019. 23 sierpnia 2018 został wydany także fanbook.
| Nr | Data wydania (język japoński) | ISBN (język japoński)  |
| -- | ----------------------------- | ---------------------- |
| 1  | 23 lutego 2018                | ISBN 978-4-04-069797-0 |
| 2  | 23 sierpnia 2018              | ISBN 978-4-04-065050-0 |
| 3  | 23 marca 2019                 | ISBN 978-4-04-065563-5 |